# Lozno-Oleksandrivka
Lozno-Oleksandrivka (en ucraniano: Лозно-Олександрівка, en ruso: Лозно-Александровка, romanizado: Lozno-Aleksandrovka) es un pueblo ucraniano perteneciente al óblast de Lugansk. Situado en el noreste del país, forma parte del raión de Svátove y centro del municipio (hromada) homónimo. 
El pueblo se encuentra ocupado por Rusia desde marzo de 2022 en la invasión rusa de Ucrania, siendo administrada como parte de la de facto República Popular de Lugansk.

## Geografía
Lozno-Oleksandrivka está a orillas del río Lozna (afluente del río Aidar), 34 km al norte de Bilokurakine y 148 km al noroeste de Lugansk. La frontera con Rusia está 5 kilómetros al noreste del asentamiento.

## Historia
Los primeros cosacos y colonos aparecieron en el territorio del pueblo en la segunda mitad del siglo XVII, se fundó el slobodá de Pisarske y también se construyó aquí un templo.
A principios del siglo XVIII, después de las campañas de Azov de Pedro I, estas tierras fueron entregadas al príncipe Borís Kurakin. El lugar fue fundado en 1705. En 1718, los habitantes abandonaron Pisarske debido a una epidemia de peste. El intenso proceso de colonización de la tierra tuvo lugar en el período 1734-1760 con siervos fugitivos de Ucrania y Rusia, cosacos de las provincias de Kiev, Poltava y Cherniguiv para asentarse en las tierras devastadas por la represión del levantamiento de Bulavin. En la segunda mitad del siglo XVIII, debido a la pobreza y las enfermedades, la mayoría de los rusos abandonaron la región, y también los ucranianos.La población de la región padeció numerosas enfermedades y epidemias en el siglo XIX.
Durante la guerra civil rusa en el territorio del antiguo Imperio ruso, un residente del pueblo (V. G. Pluzhnikov) se distinguió del lado del Ejército Rojo. En 1924-1925, se formaron tres comunas en el territorio del consejo del pueblo y durante el Holodomor (1932-1933), murieron al menos 370 residentes del pueblo.Por decreto de la URSS, el pueblo de Oleksandrivka pasó a llamarse Lozno Oleksandrivka. Desde 1934 hasta 1959 fue el centro del raión homónimo, primero parte del óblast de Donetsk (hasta 1938) y luego del óbast de Lugansk.
Durante la Segunda Guerra Mundial, el pueblo estuvo bajo ocupación alemana desde el 9 de junio de 1942 hasta el 25 de enero de 1943.
En 1953 funcionaba aquí una refinería de petróleo, una central eléctrica, una escuela secundaria, una casa de la cultura y una estación regional de máquinas y tractores. El 4 de julio de 1964 la villa fue declarada asentamiento de tipo urbano.
Después de la declaración de independencia de Ucrania, el pueblo terminó en la frontera con Rusia y aquí se abrió un paso fronterizo.
Hasta el 18 de julio de 2020, Lozno-Oleksandrivka fue parte del raión de Bilokurakine. El raión se abolió en julio de 2020 como parte de la reforma administrativa de Ucrania, que redujo el número de rayones del óblast de Lugansk a ocho. El área del raión de Bilokurakine se fusionó con el raión de Svátove.En 2023, Lozno-Oleksandrivka perdió el estatus de asentamiento de tipo urbano en la legislación ucraniana debido a la eliminación de este estatus administrativo.

## Demografía
La evolución de la población de Oleksandrivka entre 1989 y 2022 fue la siguiente:
| 1495                                                          | 1000 | 970 | 2028 | 874 | 829 |
| (Fuente: Cities & Towns of Ukraine y UKRAINE: Größere Städte) |      |     |      |     |     |

Según el censo de 2001, el 60,8% de la población son ucranianos, el 36,6% son rusos y el resto de minorías son principalmente bielorrusos (0,7%). En cuanto al idioma, la lengua materna de la mayoría de los habitantes, el 93,65%, es el ucraniano; del 6,27% es el ruso.

## Infraestructura

### Transporte
El pueblo se encuentra a 12 km de la estación de Solidar, en la línea Lugansk-Valuiki.